# Adlai Ewing Stevenson junior

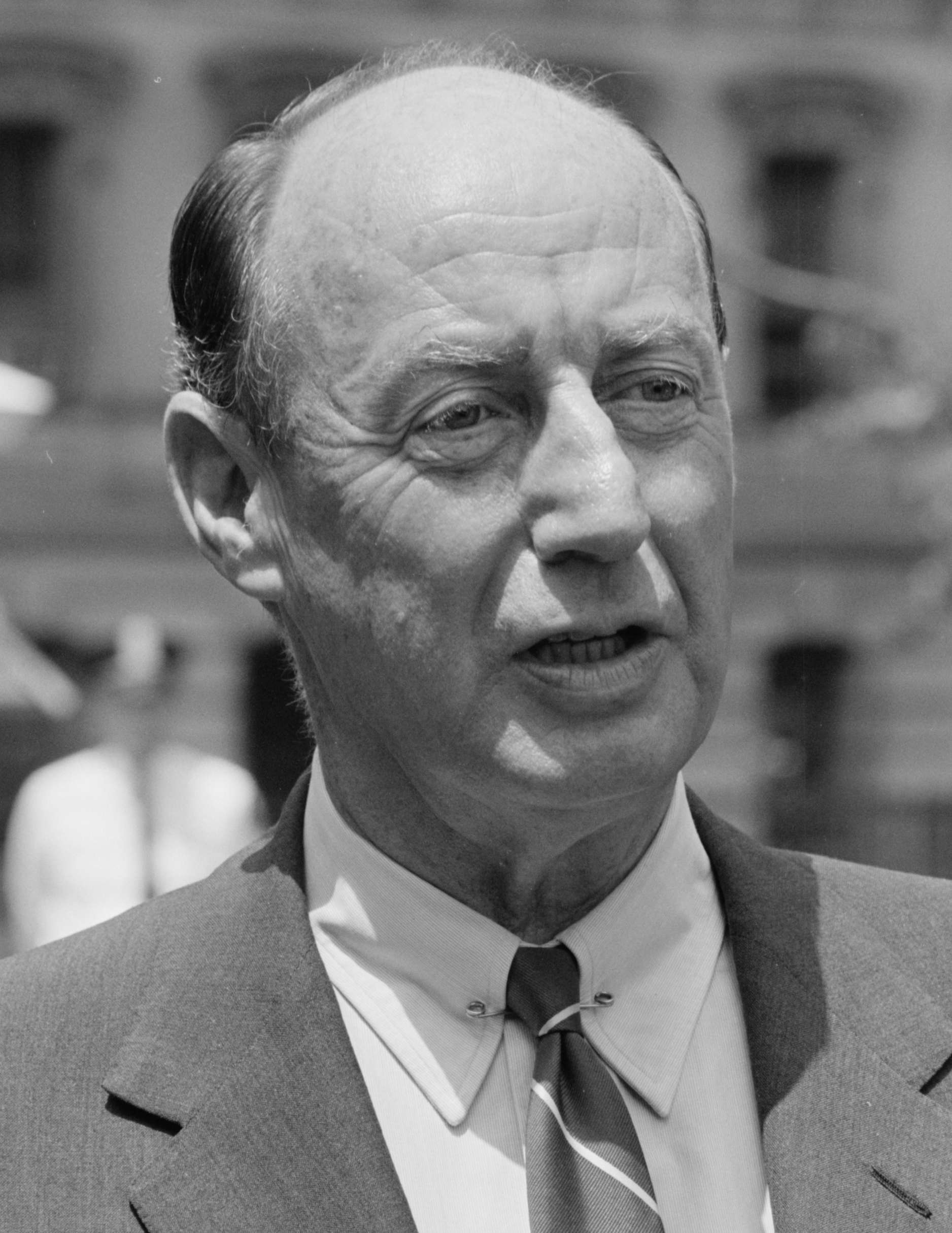
Adlai Stevenson (1961)

Adlai Ewing Stevenson II (auch Adlai Ewing Stevenson Jr.; * 5. Februar 1900 in Los Angeles, Kalifornien; † 14. Juli 1965 in London) war ein US-amerikanischer Politiker der Demokratischen Partei und zwischen 1949 und 1953 der 31. Gouverneur des Bundesstaates Illinois. Er war 1952 und 1956 Kandidat seiner Partei für die Präsidentschaftswahl, unterlag aber jeweils Dwight D. Eisenhower. Von 1961 bis 1965 war Stevenson US-Botschafter bei den Vereinten Nationen. Er war ein Enkel des früheren US-Vizepräsidenten Adlai Ewing Stevenson I.

## Frühe Jahre und politischer Aufstieg
Adlai Stevenson war der Sohn von Lewis Green Stevenson und dessen Frau Helen Louise Davis und das jüngere von zwei Kindern. Sein Vater war ebenfalls politisch tätig und gehörte von 1914 bis 1917 als Secretary of State der Regierung von Illinois an. Stevenson wuchs daher in privilegierten Verhältnissen auf. Das Haus war gefüllt mit Einrichtungsgegenständen, die der Vater von Auslandsreisen mitgebracht hatte. Die Winter verbrachte die Familie in Florida, Louisiana oder den Carolinas. Im Jahr 1911 reiste Stevenson mit seinen Eltern auf der Lusitania nach Europa. Überschattet wurde dies von physischen und psychiatrischen Erkrankungen der Eltern und deren häufigen intensiven Streitigkeiten, was Stevenson schon früh in eine Art Vermittlerrolle drängte.
Der junge Adlai Stevenson besuchte bis 1922 die Princeton University und studierte anschließend an der Northwestern University Jura. Nach seinem erfolgreichen Examen und der Zulassung als Rechtsanwalt 1926 praktizierte er in Chicago.
Seit 1933 war Stevenson im öffentlichen Dienst tätig. Damals war er für ein Jahr Berater im Landwirtschaftsministerium von Illinois. Zwischen 1941 und 1944 war er im Marineministerium angestellt. 1945 war er Pressesprecher der amerikanischen Delegation bei den Vereinten Nationen. 1946 war er erneut Berater der amerikanischen Delegation bei der ersten UN-Vollversammlung. 1948 wurde er von seiner Partei als Kandidat für die Gouverneurswahl nominiert und anschließend auch von den Wählern in dieses Amt gewählt.

## Gouverneur von Illinois

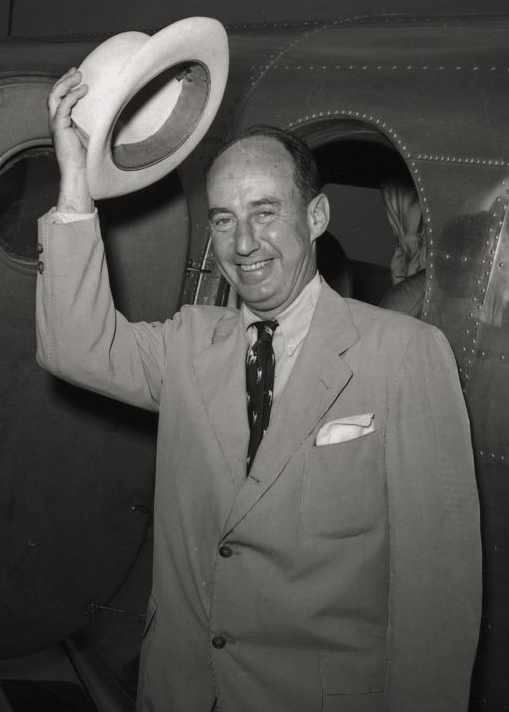
Stevenson im Jahr 1952

Stevenson trat seine vierjährige Amtszeit am 10. Januar 1949 an. In dieser Zeit erhöhte er die Mineralölsteuer. Mit dem Geld wurde der Ausbau der Straßen und Autobahnen des Landes finanziert. Die Arbeitsgesetze vor allem im Bereich des Bergbaus wurden verbessert. Der Gouverneur kämpfte auch gegen die Korruption und Bestechung im öffentlichen Dienst. Am 9. Juli 1951 wurde der Illinois Civil Defense Act beschlossen, ein Gesetz, das Notfallprogramme für den Fall eines Atomkrieges oder sonstiger militärischer Gefahren enthielt. Stevenson entschied sich 1952 gegen eine erneute Kandidatur für das Amt des Gouverneurs. Stattdessen wurde er von seiner Demokratischen Partei zu ihrem Präsidentschaftskandidaten nominiert. Seine Amtszeit als Gouverneur endete am 12. Januar 1953.

## Weiterer Lebenslauf
1952 und 1956 war er Präsidentschaftskandidat der Demokraten, scheiterte jedoch jeweils deutlich gegen Dwight D. Eisenhower. Bei beiden Wahlen konnte er lediglich eine Reihe südlicher Staaten für sich gewinnen. Auch 1960 war er bis zum demokratischen Parteitag als mögliche Alternative zu John F. Kennedy im Gespräch, verzichtete jedoch auf eine – ohnehin chancenlose – Kandidatur. Kennedy ernannte ihn 1961 zum Botschafter bei den Vereinten Nationen. In dieser Funktion sorgte Stevenson während der Kubakrise 1962 für Aufsehen, als er auf einer Dringlichkeitssitzung des UN-Sicherheitsrates Fotos zeigte, die die Existenz von sowjetischen Raketen auf Kuba bewiesen.
1953 wurde Stevenson in die American Academy of Arts and Sciences gewählt.
Stevenson starb am 14. Juli 1965 im Alter von 65 Jahren an einem Herzinfarkt.

## Weiteres
- Zahlreiche Schulen und Straßen sind nach ihm benannt.
- Mit ihm ist das Bekanntwerden des Textes Desiderata verbunden, da er ein Blatt dieses Textes auf seinem Sterbebett in den Händen gehalten hat.
- Im Politthriller Thirteen Days, der die Kuba-Krise thematisiert, wird er vom Schauspieler Michael Fairman dargestellt.
- Auf Stevenson wird in der Serie Die Simpsons in den Folgen Lisa the Iconoclast und The Secret War of Lisa Simpson Bezug genommen.
- In der Filmkomödie Eins, Zwei, Drei von Billy Wilder (1961) bekundet Phyllis MacNamara (gespielt von Arlene Francis), die Frau des West-Berliner Coca-Cola-Filialleiters, gegenüber der Tochter des Konzernchefs in einem vertraulichen Gespräch, in ihrer Jugendzeit einst ein „Techtelmechtel mit einem Stevenson-Demokraten“ gehabt zu haben.